# John Noob
John Noob (* 2. Januar 1969 in Sudbury, Ontario) ist ein deutsch-kanadischer Eishockeyspieler, der auf der Position des Verteidigers spielt. In der zweithöchsten deutschen Spielklasse war er für den EHC Trier, den EHC Neuwied und die Hamburg Crocodiles aktiv.

## Karriere
John Noob begann seine Profilaufbahn in Europa 1990 bei den Ayr Raiders in der British Hockey League. Die folgenden beiden Saisons verbrachte er bei den Sunderland Chiefs und die Saison 1993/94 beim ESV Königsbrunn in der deutschen Regionalliga.
1996 spielte Noob zum ersten Mal in der zweitklassigen 1. Liga (Nord), wo er 1½ Spielzeiten für den EHC Trier aufs Eis ging, ehe er sich deren Ligakonkurrent EHC Neuwied für eine halbe Saison anschloss. Danach verbrachte er ein letztes Jahr in der 1. Liga, wo er 1998/99 für die Hamburg Crocodiles spielte.
Die folgenden Spielzeiten absolvierte er bei wechselnden Vereinen in der drittklassigen Oberliga oder der viertklassigen Regionalliga, zunächst eine Saison beim ESC Erfurt, für den er 2005 bis 2007 erneut die Schlittschuhe schnürte. Weitere Stationen Noobs waren 2001/2002 und 2009/2010 der ESV Bayreuth, der ERV Schweinfurt (2002/03), der ERC Hassfurt (2003/04), der EC Wilhelmshaven-Stickhausen (2004/05) sowie der EHC Waldkraiburg (2007/08) und der ESV Hügelsheim (2008/09). In der Spielzeit 2009/10 war er als Spielertrainer beim EHC Bayreuth aktiv.
Seit der Saison 2010/11 steht Noob beim Oberligisten ESC Braunlage unter Vertrag.

## Erfolge und Auszeichnungen
- Meister der 1. Liga 1997/98
- Meister Regionalliga-Nord 2004/05
- Meister Bayernliga 2007/08